# Gyeny pobedi
A Gyeny pobedi (oroszul День Победы, „A győzelem napja”) az egyik legnépszerűbb orosz második világháborús induló, amely május 9-éről, a győzelem napjáról szól. Érdekessége, hogy a háború után csaknem 30 évvel írták. Vlagyimir Sainszkij veterán zenersző szavaival élve, „úgy tűnik, mintha a dal visszafordította volna az időt. Bár három évtizeddel a háború után íródott, most olyan, mintha ez dal segített volna minket a győzelemhez.”

## Története
A második világháborús orosz győzelem 30. évfordulójának megünneplésére a szovjet kormány pályázatot hirdetett a legjobb, háborúról szóló dalra. 1975 márciusában Vlagyimir Haritonov költő, aki részt vett a háborúban, felkereste az ifjú zeneszerzőt, David Tuhmanovot azzal a céllal, hogy egy új dalt írjanak az alkalomra. A törekvés az volt, hogy lényegesen különbözzön az eddigiektől, melyeknek diszkós beütésük volt. Jóval a határidő lejárta előtt Haritonov elvitte az általa írt dalszöveget Tuhmanovnak, és az utóbbi szerzett egy dalt, éppen időben ahhoz, hogy a felesége fel tudja venni, és a zsűri elé lehessen vinni.
A zsűritagok nem voltak túlzottan megelégedve az eredménnyel, ennek ellenére Lev Lescsenko, az egyik legnépszerűbb szovjet énekes vállalkozott az előadására Alma-Atában (mai nevén Almatiban) tartott koncertjén április végén. Ezt követően május 9-én egy tévéshow-ban adta elő egy másik énekes (Leonyid Szmetannyikov), nem túl nagy sikerrel. 
A dalt nem adták elő a győzelem napi ünnepségeken. Majd november 10-én, Lescsenko élesztette újra egy, a rendőrség napja alkalmából a Kreml Kongresszusi Palotában rendezett nagyszabású koncerten (melyet élőben közvetítettek a szovjet televízióban). Előadása  kirobbanó sikerrel zárult, a közönség  ráadást követelt.
Azóta a dalt minden győzelem napján előadták (előadják) a Szovjetunióban és Oroszországban. A Komszomolszkaja Pravda szerint Leonyid Brezsnyev szovjet vezető nagyon szerette ezt a dalt, különösképpen Ioszif Kobzon előadásában, és megjósolta Haritonovnak, hogy „a családunk ezt hosszú évekkel a halálunk után is énekelni fogja”.

## Dalszöveg
| День Победы, как он был от нас далёк, Как в костре потухшем таял уголёк. Были вёрсты, обгорелые, в пыли — Этот день мы приближали как могли. Refrén: Этот День Победы Порохом пропах, Это праздник С сединою на висках. Это радость Со слезами на глазах. День Победы! Дни и ночи у мартеновских печей Не смыкала наша Родина очей. Дни и ночи битву трудную вели — Этот день мы приближали как могли. Refrén. Здравствуй, мама, возвратились мы не все... Босиком бы пробежаться по росе! Пол-Европы, прошагали, пол-Земли — Этот день мы приближали как могли. Refrén kétszer. | Mily messze volt a győzelem napja Mint tábortűzben a csendesen parázsló zsarátnok Mérföldek vártak reánk, üszkösek és porlepettek Ahogy csak tudtuk, úgy közelítettük ezt a napot Ez a győzelem napja Puskaportól szaglik Ez az ünnep Ősz halántékkal Ez az öröm Könnyes szemmel Győzelem napja! Éjjel-nappal a martinkemencéknél Nem csukódott le hazánk szeme Éjjel-nappal nehéz harcot vívtunk Ahogy csak tudtuk, úgy közelítettük ezt a napot Szervusz, anyám, nem mind tértünk vissza, Mezítláb a réten futni lenne jó! Fél Európán végigtrappoltunk, a Föld felén Ahogy csak tudtuk, úgy közelítettük ezt a napot |